# Твърд разтвор
Твърдият разтвор е сплав в твърдо състояние между метал-метал или метал-неметал, при която кристалната решетка на основния метал се запазва, а в нея се поместват атоми (или йони) от втория елемент.
Всички твърди тела с кристална решетка могат да образуват твърди разтвори. В повечето случаи разтворимостта е ограничена (например желязото Fe разтваря максимум 6,67% въглерод C), но има примери за неограничена разтворимост на елементите един в друг (например системата мед Cu – злато Au).
За твърдите разтвори се строят по експериментален път т.нар. диаграми на състоянието, които показват какви фази и каква пределна разтворимост имат веществата при различни температури. Наличието на легиращ елемент може силно да измести някои критични точки, като например температурата на топене или на преминаване от едно фазово състояние в друго.
Когато твърдият разтвор е от два елемента, те образуват двойна система (вж. например Желязо-въглеродна диаграма). Твърди разтвори с три или повече елемента образуват съответно тройни, четворни и т.н. системи, като тези сплави могат да имат доста различни физико-химични свойства.

## Видове твърди разтвори
Твърдите разтвори могат да бъдат изградени чрез атомите на участващите в сплавта елементи чрез заместване или чрез внедряване.
- Твърди разтвори чрез заместване

В металните системи се образуват, като един или повече атоми от кристалната решетка на основния елемент се замества с чужд атом. Съгласно правилото на Хюм-Ротъри атомите трябва да имат приблизително еднакви атомни радуиси (разлика не повече от 15%) и да не са твърде отдалечени по електрохимическия ред на активност. Друго важно условие е и двата елемента да имат еднакъв тип кристална решетка при съответната температура. С желязото твърди разтвори на заместване образуват елементите титан, ванадий, хром, манган, кобалт, никел вж. Периодична система.
- Твърди разтвори чрез внедряване (или вместване) – това е типичният случай на образуване на твърд разтвор в метал с неметал (въглерод, бор, азот, водород, и др.) Неметалният атом има много по-малък радуис, вследствие на което се вмества вътре в междувъзлията на кристалната решетка на метала.

И в двата случая се наблюдава изкривяване на кристалната решетка, водещи до вътрешни напрежения в материала.

## Практическо приложение
Твърдите разтвори са в основата на всички легирани стомани (конструкционни, неръждаеми, инструментални, топлоустойчиви и т.н.), а също и на цветните сплави като бронз, месинг, алуминиеви сплави и др. Свойствата им се регулират чрез състава и термичната обработка. Полупроводниците също са твърди разтвори.